# 블러디 말로리
《블러디 말로리》(영어: Bloody Mallory)는 프랑스에서 제작된 쥘리앵 마그나 감독의 2002년 액션, 공포 영화이다. 올리비아 보나미 등이 주연으로 출연하였고 올리비에 델보스크 등이 제작에 참여하였다.

## 출연

### 주연
- 올리비아 보나미: 말로리 역

### 조연
- 아드리아 코야도: 카라스 역
- 발렌티나 바르가스: 발렌틴 부인 역
- 제프리 리비에르: 베나 카바 역
- 틸다 바레스: 말하는 티나 역
- 로랑 스필보겔: 히에로니무스 / 아바돈 역
- 소피 텔레이: 모르핀 역
- 뤼도비크 베르티요: 마스티프 역
- 쥘리앵 부아슬리에: 말로리의 남편 역
- 티에리 페르캥스리요테: 뒤랑 조사관 역
- 마리아 후라도: 간호사 역
- 도미니크 프로: 벌거벗은 죄수 역
- 올리비에 에몽: 여단장 역
- 필리프 비스콩티: 파수병 역
- 쥐스틴 푸브로: 어린 수녀 역

## 기타
- 미술: 그레구아르 르무안